# Resolução 235 do Conselho de Segurança das Nações Unidas
A Resolução 235 do Conselho de Segurança das Nações Unidas aprovada em 9 de junho de 1967, após observar que os governos de Israel e da Síria aceitaram o pedido de cessar-fogo do Conselho, o Conselho exigiu que as hostilidades cessassem imediatamente e solicitou que o Secretário-Geral estabelecesse imediatamente contatos com os Governos de Israel e Síria a providenciar imediatamente o cumprimento do cessar-fogo e informar ao Conselho de Segurança dentro de 2 horas da resolução.
A reunião, solicitada pela União Soviética e pelos Estados Unidos, foi aprovada a resolução por unanimidade. No mesmo dia, Síria e Israel aceitaram os termos da resolução.